# Маунт-Гамбиер
Ма́унт-Гамбие́р (англ. Mount Gambier) — город в австралийском штате Южная Австралия. Является центром городского муниципалитета Маунт-Гамбиер, а также округа Грант (не входит в его состав).
Население составляет 28 684 человека (2016), что делает город вторым по численности населения в штате после его столицы Аделаиды.
Своё имя город получил по названию местного вулкана.

## Физико-географическая характеристика

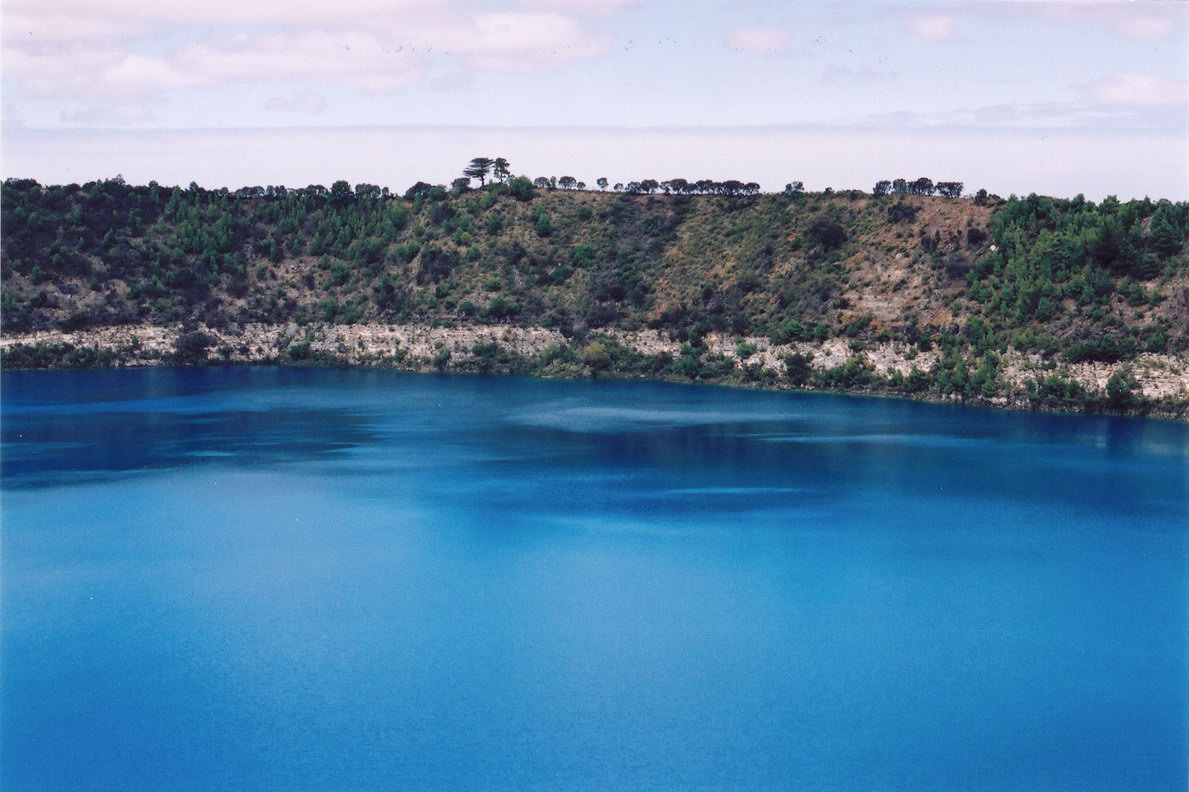
Голубое озеро — одна из главных достопримечательностей Маунт-Гамбиера.

Маунт-Гамбиер находится на юге Австралии, на берегу Индийского океана, на самом юго-востоке штата, в 439 км к юго-востоку от Аделаиды.
Площадь — 193,3 км².

### Климат
| Показатель                                                              | Янв. | Фев. | Март | Апр. | Май  | Июнь | Июль | Авг. | Сен. | Окт. | Нояб. | Дек. | Год   |
| ----------------------------------------------------------------------- | ---- | ---- | ---- | ---- | ---- | ---- | ---- | ---- | ---- | ---- | ----- | ---- | ----- |
| Средний суточный максимум, °C                                           | 25,2 | 25,1 | 23,1 | 19,4 | 16,1 | 13,8 | 13,2 | 14,1 | 15,8 | 17,9 | 20,4  | 22,9 | 18,9  |
| Средний суточный минимум, °C                                            | 11,1 | 11,6 | 10,5 | 8,7  | 7,3  | 5,7  | 5,1  | 5,5  | 6,3  | 7,1  | 8,4   | 9,9  | 8,1   |
| Норма осадков, мм                                                       | 27,4 | 26,4 | 35,2 | 55,0 | 70,0 | 83,0 | 99,2 | 95,1 | 72,9 | 61,5 | 47,3  | 39,0 | 712,2 |
| Температура воды, °C                                                    | 28   | 28   | 29   | 30   | 30   | 29   | 29   | 28   | 29   | 29   | 29    | 28   | 28,8  |
| Источник: http://reg.bom.gov.au/climate/averages/tables/cw_026021.shtml |      |      |      |      |      |      |      |      |      |      |       |      |       |

## История
До прибытия европейцев здесь проживало австралийское племя буандик. Они называли этот район «иренг бэлам», то есть «край орла». Первым белым, посетившим эти места, стал лейтенант Джеймс Грант, высадившийся на берег 3 декабря 1800 года. Он обнаружил здесь две горы и два мыса, которым дал имена, соответственно, гора Гамбиер (в честь лорда Адмиралтейства Джеймса Гамбье), гора Шэнк, мыс Бэнкс и мыс Нортумберленд. Люди буандик стали первыми аборигенами Южной Австралии, увидевшими корабли, а также стадо овец, которых англичане привезли с собой.
В июне 1839 года на здешних землях обосновались братья Хенти, которые привели сюда овец и рогатый скот. Правда, приходилось выдерживать стычки с местными племенами. После того, как Хенти переехали с этих земель (в 1844 г.), право владения ими получил Ивлин Стёрт, брат Чарльза Стёрта, открывшего крупнейшие реки Австралии — Дарлинг и Муррей. В 1840-х годах на месте современного Маунт-Гамбиера появилось первое постоянное поселение. В период с 1847 по 1849 гг. в тауншипе появились первые гостиница, магазин и мельница, производившая ячменную и пшеничную муку.
Официально город (таун) был основан в 1854 году Хастингсом Каннингемом. Он дал городу имя Гамбиер-Таун (англ. Gambier Town). Ровно век спустя, в 1954 году, он был переименован в Маунт-Гамбиер и получил статус сити.

## Население
Согласно переписи 2006 года, в городе проживало 23 494 человека, из них 11 349 мужчин и 12 145 женщин. Большинство населения составляли белые (19 941 англоавстралиец, 667 англичан, 218 англоновозеландцев, 206 итальянцев, 169 голландцев и 139 немцев), доля коренного населения незначительна — 1,6% (369 человек). Для подавляющего большинства жителей Маунт-Гамбиера родным языком является английский (91,7%). Маунт-Гамбиер — второй по численности населения город штата (после Аделаиды) и 50-й в стране.

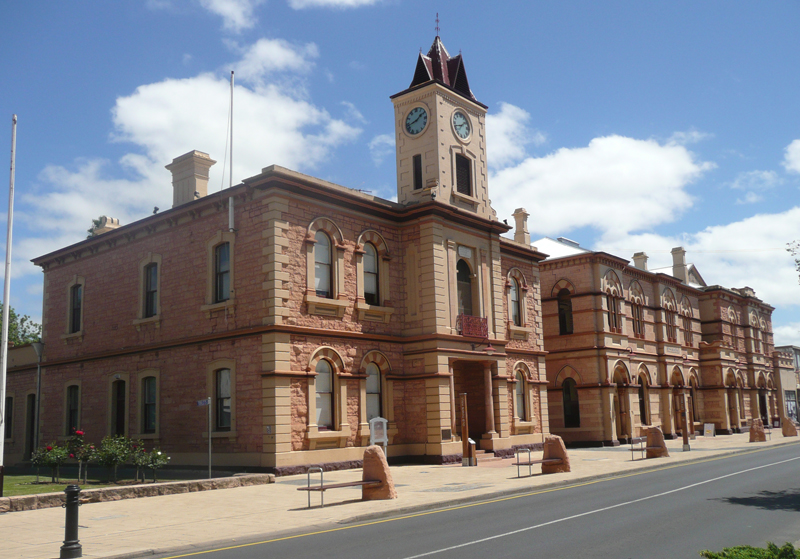
Здание городского муниципалитета.

## Экономика
Основными отраслями местной экономики являются сельское, лесное хозяйство и туризм. Последний приносит в городскую казну 100 миллионов долларов дохода ежегодно. В число главных достопримечательностей, привлекающих туристов, входят окрестные озёра (в том числе, Голубое озеро), Столетняя башня, старое здание суда, Пещерный сад, горы, пещеры, исторические здания и церкви.

## Транспорт
В городе есть аэропорт.
Через город проходит несколько автотрасс, в том числе, Princes Highway и Riddoch Highway. Также Маунт-Гамбиер соединён с другими городами автобусными маршрутами и железной дорогой.

## Известные уроженцы и жители
- Кейси Чэмберс (род. 1976) — австралийская певица, автор песен и гитаристка.